# 灰喉山椒鸟
灰喉山椒鸟（学名：Pericrocotus solaris），又名紅山椒鳥，为山椒鸟科山椒鸟属的鸟类，俗名十字鸟、戲班仔、五色鳥。分布于尼泊尔、锡金、不丹、孟加拉、印度、中南半岛、印度尼西亚、台湾以及中国大陆的云南、广西、湖南、广东、海南、福建等地，主要栖息于平原和山区杂木林、阔叶林、针叶林以至茶园间。该物种的模式产地在印度大吉岭。

## 亚种
- 灰喉山椒鸟华南亚种（学名：Pericrocotus solaris griseigularis）。分布于老挝、越南、台湾以及中国大陆的贵州、广西、湖南、江西、广东、海南、福建等地。该物种的模式产地在台湾。[3]
- 灰喉山椒鸟指名亚种（学名：Pericrocotus solaris solaris）。分布于尼泊尔、锡金、不丹、孟加拉、印度、缅甸以及中国大陆的云南等地。该物种的模式产地在印度大吉岭。[4]